# Иконостас (скала)
Иконостас — скала на правом берегу реки Бия близ деревни Удаловка, в Турочакском районе Республики Алтай, в 7 км от Турочака и 180 км от Бийска. Своё название утёс получил благодаря барельефу Владимира Ленина. С 1978 года Иконостас является комплексным памятником природы республиканского значения, имеющим научную, эстетическую, туристическую и историческую ценность.

## Физико-географическая характеристика
Иконостас представляет собой отвесную 80-метровую стену, сложенную девонскими гранитами. В окрестностях распространены сосновые, березово-сосновые, осиново-пихтовые, берёзово-осиновые закустаренные высокотравные леса с кустарниками черемухи, рябины, калины. Из высокотравья преобладают: аконит северный, живокость высокая, василистник малый, молочай волосистый, чина Гмелина. Имеются также третичные реликты: копытень европейский, герань Роберта, кипрей горный, колокольчик крапиволистный, подлесник европейский, всего около 15 видов.
Ландшафт окрестностей горно-долинный, эрозионно-аккумулятивный, дренированный с террасированной долиной реки Бии с осиновыми и сосново-березовыми широкотравными лесами.

## Барельеф В. И. Ленина
В самом центре скалы, на высоте 40 метров имеется барельеф: профиль В. И. Ленина на фоне Красного знамени, а также лозунг, выписанный большими буквами: «Имя Ленина, его дело, труд и учение будут жить вечно». Создателем барельефа является турочакский учитель и комсомольский работник Иван Сычев. По местной легенде, вскоре после Великой Отечественной войны, Иван тяжело заболел и решил оставить о себе память — выбив в примечательной скале на берегу реки барельеф вождей партии. На работу ушло несколько недель и в результате появилось изображение Ленина.